# Чемпіонат Європи з академічного веслування 2023
Чемпіонат Європи з академічного веслування 2023 відбувся з 25 по 28 травня 2023 року в Бледі (Словенія).

## Результати

### Чоловіки
| Дистанція      | Золото | Золото        | Срібло | Срібло        | Бронза | Бронза        |
| Відкрита вага  | Відкрита вага | Відкрита вага | Відкрита вага | Відкрита вага | Відкрита вага | Відкрита вага |
| -------------- | --- | ------------- | --- | ------------- | --- | ------------- |
| Парні одиночки | Леонард Ван Ліроп Нідерланди | 6:46.91       | Стефанос Дускос Греція | 6:47.87       | Олівер Цайдлер Німеччина | 6:48.14       |
| Парні двійки   | Хорватія Мартін Сінкович Валент Сінкович                                                                                                | 6:07.00       | Італія Лука Рамбальді Маттео Сарторі | 6:08.25       | Нідерланди Стеф Брунінк Мелвін Твеллар | 6:10.74       |
| Парні четвірки | Польща Домінік Чая Матеуш Біскуп Мірослав Зентарський Фабіан Баранський                                                                 | 5:40.24       | Нідерланди Фінн Флорейн Сімон ван Дорп Тоні Вітен Кун Метсемакерс                                                                                      | 5:41.67       | Італія Ніколо Каруччі Андреа Паніцца Лука К'юменто Джакомо Джентілі                                                                       | 5:42.01       |
| Двійки         | Швейцарія Роман Руслі Андрін Ґуліх | 6:22.34       | Велика Британія Олівер Вінне-Гріффіт Томас Джордж | 6:22.44       | Іспанія Хайме Каналехо Хав'єр Гарсія | 6:22.96       |
| Четвірки       | Велика Британія Олівер Вілкс Девід Амблер Метт Олдрідж Фредді Девідсон                                                                  | 5:49.34       | Нідерланди Гуус Моллі Нельсон Рітсема Олав Моленар Ґертьян ван Дорн                                                                                    | 5:52.24       | Франція Тібо Турлан Гійом Турлан Бенуа Брюне Тео Рає                                                                                      | 5:53.12       |
| Вісімки        | Велика Британія Рорі Ґіббс Морґан Болдінґ Джейкоб Довсон Томас Діґбі Чарльз Елвз Шолто Карнеґі Джеймс Рудкін Томас Форд Генрі Філдман c | 5:28.09       | Румунія Міхейце Цигенеску Чипріан Тудосе Флорін Артені Мугурел Семчюк Маріус Васіле Козмюк Серджіу Бежан Штефан Бераріу Флорін Лехачі Адріан Мунтяну c | 5:28.14       | Нідерланди Нікі ван Спренг Рік Ріенкс Ян ван дер Бей Рубен Кнаб Сандер де Грааф Якоб ван де Керкгоф Ралф Рінкс Мік Маккер Діувке Феттер c | 5:28.61       |
| Легка вага     | |               | |               | |               |
| Парні одиночки | Г'юго Бурі Франція | 6:51.26       | Нільс Торре Італія | 6:51.81       | Андрі Струціна Швейцарія | 6:57.25       |
| Парні двійки   | Швейцарія Ян Шубле Рафаель Агумада Ірленд                                                                                               | 6:13.81       | Італія Стефано Оппо Габріель Соарес | 6:15.06       | Греція Петрос Гайдаціс Антоніос Папаконстантіну                                                                                           | 6:15.99       |

### Жінки
| Дистанція      | Золото | Золото        | Срібло | Срібло        | Бронза | Бронза        |
| Відкрита вага  | Відкрита вага | Відкрита вага | Відкрита вага | Відкрита вага | Відкрита вага | Відкрита вага |
| -------------- | --- | ------------- | --- | ------------- | --- | ------------- |
| Парні одиночки | Каролін Флорейн Нідерланди | 7:24.18       | Аурелія-Максіма Янсен Швейцарія | 7:29.45       | Йована Арсич Сербія | 7:31.86       |
| Парні двійки   | Румунія Ніколета-Анкуца Боднар Сімона Радіш | 6:40.83       | Литва Доната Караліне Довіль Рімкуте | 6:41.18       | Нідерланди Рос де Йонґ Лайла Юссіфу | 6:45.98       |
| Парні четвірки | Україна Дарина Верхогляд Наталія Довгодько Анастасія Коженкова Катерина Дудченко                                                                            | 6:19.12       | Нідерланди Мартіна Велдгойс Ліса Схенард Ільзе Колкман Тесса Дюллеманс                                                                        | 6:20.28       | Велика Британія Лорін Генрі Ганна Скотт Джорджина Брейшоу Люсі Гловер                                                                               | 6:22.13       |
| Двійки         | Румунія Йоана Вринчану Роксана Ангел | 6:56.40       | Нідерланди Їмк'є Клеверінґ Веронік Местер | 6:57.56       | Іспанія Айна Сід Естер Бріз Заморано | 7:03.56       |
| Четвірки       | Румунія Мадаліна Береш Марія Тіводаріу Марія-Магдалена Русу Амалія Береш                                                                                    | 6:22.69       | Велика Британія Хейді Лонг Рован Маккеллар Гелен Гловер Ребекка Шортен                                                                        | 6:23.72       | Нідерланди Марлус Олденбурґ Бенте Бонстра Гермейнтче Дрент Тінка Офферейнс                                                                          | 6:27.10       |
| Вісімки        | Румунія Марія-Магдалена Русу Роксана Ангел Адріана Адам Марія Тіводаріу Мадаліна Береш Амалія Береш Йоана Вринчану Сімона Радіш Вікторія-Стефанія Петряну c | 6:01.55       | Велика Британія Наташа Морріс Емілі Форд Лорін Ервін Карен Беннетт Есме Бос Саманта Редґрейв Гаррієт Тейлор Енні Кемпбелл-Орд Генрі Філдман c | 6:08.01       | Італія Джорджія Палаччі Софія Секолі Вероніка Бумбака Аліче Гнатта Еліза Монделлі Сільвія Терацці Аліче Кодато Лінда Де Філіппіс Емануеле Каппоні c | 6:13.07       |
| Легка вага     | |               | |               | |               |
| Парні одиночки | Йонела-Лівія Козмюк Румунія | 7:32.43       | Євангелія Анастасіаду Греція | 7:35.14       | Крістина Неугортова Чехія | 7:40.29       |
| Парні двійки   | Велика Британія Емілі Крейґ Імоджен Ґрант | 6:52.32       | Греція Дімітра Конту Зої Фіціу | 6:54.78       | Франція Лора Тарантола Клер Бове | 6:55.30       |

### Паравеслування
| Дистанція                     | Золото                                                                                        | Золото   | Срібло                                                                  | Срібло   | Бронза                                                                   | Бронза   |
| ----------------------------- | --------------------------------------------------------------------------------------------- | -------- | ----------------------------------------------------------------------- | -------- | ------------------------------------------------------------------------ | -------- |
| PR1 парні одиночки — чоловіки | Джакомо Періні Італія                                                                         | 8:55.08  | Роман Полянський Україна                                                | 9:00.19  | Маркус Клемп Німеччина                                                   | 9:28.26  |
| PR1 парні одиночки — жінки    | Бірґіт Скарстейн Норвегія                                                                     | 10:05.80 | Моран Самуель Ізраїль                                                   | 10:07.97 | Наталі Бенуа Франція                                                     | 10:08.36 |
| PR2 — змішані парні двійки    | Велика Британія Лорен Роулс Грегг Стівенсон                                                   | 8:02.94  | Нідерланди Маринус де Конінг Шанталь Генен                              | 8:08.87  | Україна Світлана Богуславська Ярослав Коюда                              | 8:13.88  |
| PR3 — змішані парні двійки    | Франція Гілен Маршан Лорен Кадо                                                               | 7:35.81  | Україна Дарія Котик Станіслав Самолюк                                   | 7:37.69  | Велика Британія Аннабель Каддік Самуель Маррей                           | 7:43.68  |
| PR3 — змішані четвірки        | Велика Британія Вранческа Аллен Гідре Ракаускайте Морган Файс-Нойс Едвард Фуллер Ерін Кеннеді | 6:52.50  | Німеччина Сюзанн Лакнер Ян Гельміг Марк Лембек Кетрін Маршанд Інга Тоне | 6:57.42  | Франція Еріка Созо Грегорі Біро Ремі Таранто Марго Буле Емілі Аквістапас | 7:01.48  |

## Виступ української збірної
Чоловіки
| Спортсмен | Дисципліна               | Відбіркові заїзди | Відбіркові заїзди | Втішний заїзд | Втішний заїзд | Півфінали | Півфінали | Фінал   | Фінал |
| Час | Місце                    | Час               | Місце             | Час           | Місце         | Час       | Місце     |         |       |
| --- | ------------------------ | ----------------- | ----------------- | ------------- | ------------- | --------- | --------- | ------- | ----- |
| Юрій Іванов Київська областьПавло Юрченко Дніпропетровська область                                                                                      | Двійка парна             | 6:45.08           | 4 R               | 6:27.12       | 4 SF C/D      | 6:28.16   | 2 FС      | 6:35.07 | 15    |
| Микола Калашник Дніпропетровська областьДмитро Гула Херсонська областьОлександр Надтока Дніпропетровська областьІван Довгодько Дніпропетровська область | Четвірка парна           | 5:53.26           | 3 R               | 5:53.38       | 2 FA          | Н/Д       | Н/Д       | 5:47.70 | 6     |
| Максим Боклаженко Херсонська областьМикола Мазур КиївСергій Гринь Київська областьОлексій Селіванов Херсонська область                                  | Четвірка                 | 6:09.27           | 5 R               | 6:05.03       | 3 FB          | Н/Д       | Н/Д       | 6:02.89 | 9     |
| Ігор Хмара КиївСтаніслав Ковальов Київ | Двійка парна, легка вага | 6:25.66           | 2 SF A/B          | Н/Д           | Н/Д           | 6:20.10   | 3 FA      | 6:20.80 | 5     |

Жінки
| Спортсмен | Дисципліна     | Відбіркові заїзди | Відбіркові заїзди | Втішний заїзд | Втішний заїзд | Півфінали | Півфінали | Фінал   | Фінал |
| Час | Місце          | Час               | Місце             | Час           | Місце         | Час       | Місце     |         |       |
| --- | -------------- | ----------------- | ----------------- | ------------- | ------------- | --------- | --------- | ------- | ----- |
| Діана Серебрянська Дніпропетровська областьЄвгенія Довгодько Київ                                                           | Двійка парна   | 7:17.12           | 6 R               | 7:04.51       | 4 FB          | Н/Д       | Н/Д       | 7:09.01 | 10    |
| Дарина Верхогляд КиївНаталія Довгодько КиївАнастасія Коженкова Дніпропетровська областьКатерина Дудченко Херсонська область | Четвірка парна | 6:24.26           | 2 R               | 6:23.45       | 1 FA          | Н/Д       | Н/Д       | 6:19.12 | 1     |

Паравеслування
| Спортсмен                                                        | Дисципліна                    | Відбіркові заїзди | Відбіркові заїзди | Втішний заїзд | Втішний заїзд | Фінал    | Фінал |
| Час                                                              | Місце                         | Час               | Місце             | Час           | Місце         |          |       |
| ---------------------------------------------------------------- | ----------------------------- | ----------------- | ----------------- | ------------- | ------------- | -------- | ----- |
| Роман Полянський Одеська область                                 | PR1 парні одиночки — чоловіки | 9:30.20           | 2 FA              | Н/Д           | Н/Д           | 9:00.19  | 2     |
| Анна Шеремет Дніпропетровська область                            | PR1 парні одиночки — жінки    | 10:58.60          | 2 R               | 10:31.10      | 2 FA          | 10:46.35 | 5     |
| Світлана Богуславська КиївЯрослав Коюда Донецька область         | PR2 — змішані парні двійки    | 8:27.81           | 2 R               | 8:17.20       | 2 FA          | 8:13.88  | 3     |
| Дарія Котик Черкаська областьСтаніслав Самолюк Волинська область | PR3 — змішані парні двійки    | 7:32.92           | 2 FA              | Н/Д           | Н/Д           | 7:37.69  | 2     |